# Hipódromo Argentino de Palermo

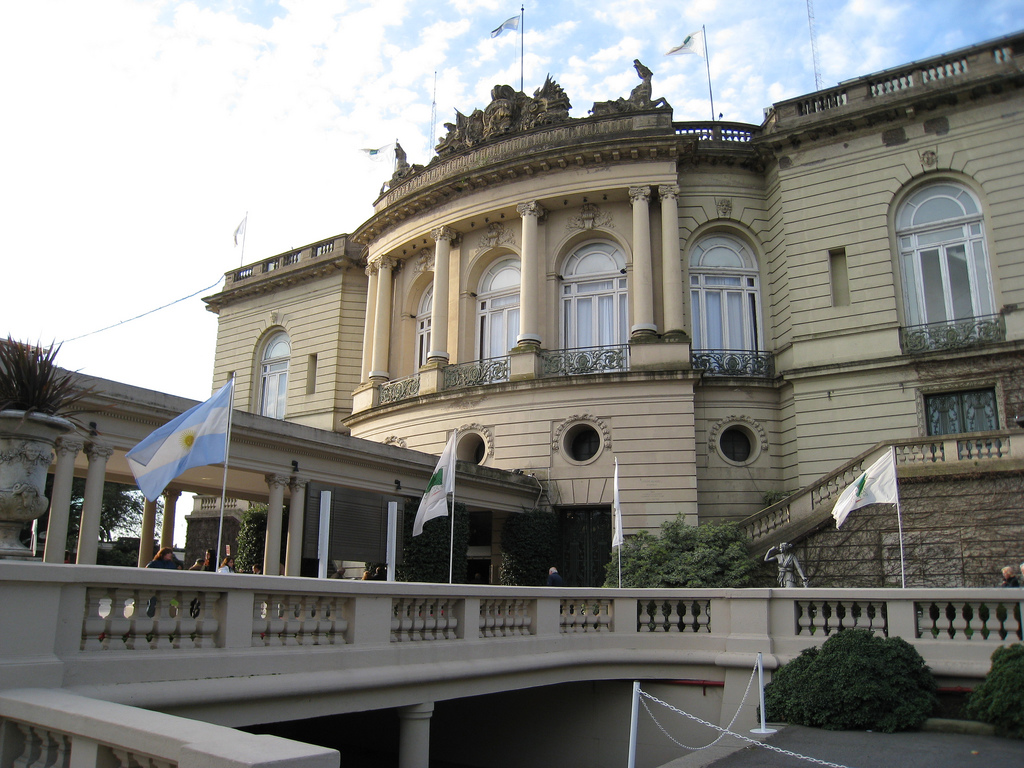
Hippodroom

De Hipódromo Argentino de Palermo is een renbaan gelegen in Buenos Aires, Argentinië en is een van de belangrijkste renbanen voor de paardensport van het land. De renbaan is 2400 lang en is geschikt voor races bij alle weertypes.
De renbaan werd geopend op 7 mei 1876 als eerste renbaan in Buenos Aires. In 1884 werd er de eerste nationale derby gehouden.
Bij de opening kon het openbaar vervoer van de stad de menigte niet aan die het evenement wilden bijwonen. Ongeveer 10.000 toeschouwers woonden de eerste race bij die door het paard Resbaloso gewonnen werd.
In 1947 werd de Photochart geïntroduceerd, een fotografische toepassing om makkelijker de winnaar van de race te bepalen indien het een nek-aan-nek-race was.
Door een elektrische lichtinstallatie die in 1971 aangelegd werd konden er ook 's avonds wedstrijden gehouden worden.

## Externe link

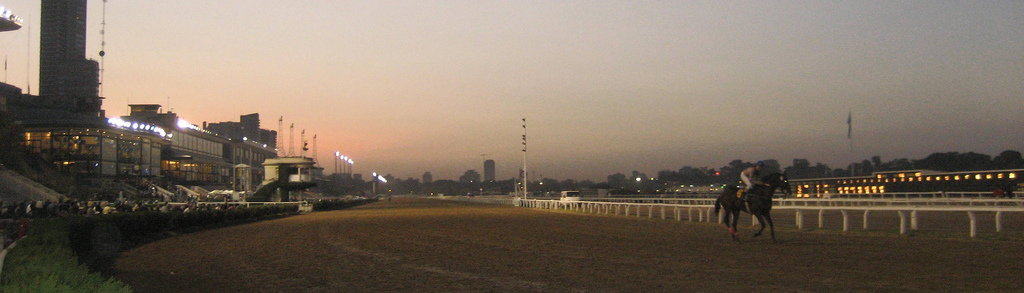
De renbaan